# Bernard Farkaš
Bernard Farkaš (11. října 1902 – 16. ledna 1991) byl židovský rabín, přeživší holokaustu a politický vězeň.

## Život
Narodil se v Jasině do rodiny učitele náboženství, měl 12 sourozenců, ze kterých byl nejstarší syn.
V roce 1927 byl pozván do Vratislav, aby tam vyučoval hebrejštinu. Studoval na tamní univerzitě a pokračoval v Berlíně, po nástupu nacistů však musel zemi opustit.
Stal se rabínem v Děčíně-Podmoklech a vyučoval náboženství v Ústí nad Labem.
Po obsazení Sudet v roce 1938 odešel do Budapešti a poté do Užhorodu. Nakonec však skončil v pracovním lágru, v roce 1944 byl uvězněn v užhorodském ghettu a i se svou rodinou transportován do Osvětimi. V plynové komoře byli zabiti jeho manželka a syn, on byl poslán do pracovního tábora v severní Francii.
Přežil konec války a v červnu 1945 se vrátil do Děčína, v roce 1946 se znova oženil.
V roce 1957 byl zatčen za protistátní činnost, kdy se pomocí izraelských diplomatů pomáhal organizovat podporu pro židy postižené válkou.
Soud jej odsoudil na 2 roky, ale po 16 měsících byl amnestován a stal se rabínem v Karlových Varech.
V roce 1964 odešel do důchodu a odcestoval ze země, nějakou dobu ještě působil jako rabín v Cáchách.
Zemřel 16. ledna 1991 ve věku 88 let.